# Любопытство

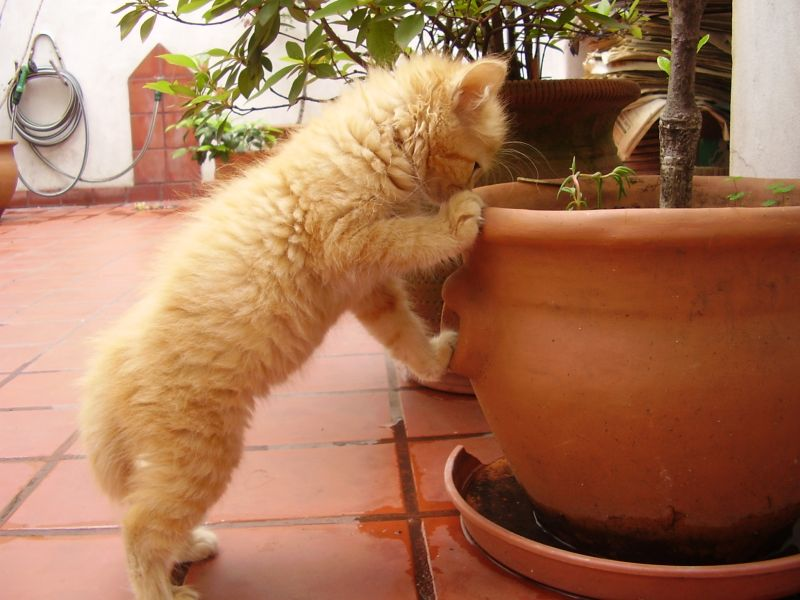

Любопы́тство — бессознательное стремление к познанию, присущее не только человеку, но и многим живым существам. Любопытство является толчком к познанию нового, во многом зависит от внешних факторов, окружающей среды, а также от полученного ранее опыта субъектом познания. Любопытство — интерес, лишённый рационального зерна, но лежащий в основе любого познания и являющийся корнем любознательности. Любознательность (любознательность — любовь к знанию) приводит познающие разумные, и осознающие свою разумность, существа к знанию.
Словарь Ожегова определяет любопытство как 
1. Мелочный интерес ко всяким, даже несущественным подробностям. Спрашивать из пустого любопытства. Праздное л.
 2. Стремление узнать, увидеть что-н. новое, проявление интереса к чему-н. Возбудить, удовлетворить чье-н. л.
Часто для усиления положительной коннотации используют термин любознательность.
«Любопытство убило кошку» — пословица-предостережение об опасности любопытства.

## Интересные факты
- Марсоход MSL в результате конкурса, устроенного NASA, получил название Curiosity (Любопытство).
- В Екатеринбурге установлен памятник любопытству, городские скульптуры на эту тему есть в Лос-Анджелесе и Одессе[1].